# Мангиндай
Мангиндай (англ. Mungindi) — город на границе Нового Южного Уэльса и Квинсленда в графствах Мори-Плейнс и Балонн. Находится в 738 км к северо-западу от Сиднея, в 511 км к юго-западу от Брисбена и в 122 км к северо-западу от Мори. Городу присвоен почтовый индекс Нового Южного Уэльса. Мангиндай расположен на шоссе Карнарвон, по обе стороны реки Баруон, которая является границей между Новым Южным Уэльсом и Квинслендом. Согласно переписи населения 2006 года население города насчитывало 626 человек на стороне Нового Южного Уэльса и 176 человек на стороне Квинсленда.

## География
Мангиндай на языке камиларои означает мокрая скважина в реке. Граница проходит по центру реки Баруон и по центру моста, но пока что на мосту нет ни одного указателя границы штатов.
Ближайшие города — Мори и Сент-Джордж. Ближайшие деревни — в Новом Южном Уэльсе: Уимела, Гара, Ашли и Буми; в Квинсленде: Таллон, Дирранбанди и Хебел.
Мангиндай является центром для региональной промышленности, специализирующейся на хлопке, говядине и пшенице.
Уникально расположенный на обеих сторонах границы Нового Южного Уэльса и Квинсленда, Мангиндай является единственным городом южного полушария, имеющим одинаковое название для обеих частей. Шоссе Карнарвон — это кратчайший путь от Сиднея до Дарвина.

## Достопримечательности
Столб весом в одну тонну был установлен Джоном Камеруном в 1881 году в ознаменование завершения двух долгих и тяжёлых лет исследований границы штатов. Столб находится в 5 км к западу от Мангиндая, где граница штатов уходит с реки и тянется 700 км на запад по 29-й параллели до границы с Южной Австралией.
Многие предметы представляют интерес на выставке в Краеведческом Парке на окраине города.
Историческое место Ниворры — бывшие винодельни Ниворры, находится приблизительно в 11 км к юго-востоку от Мангиндая на шоссе Карнарвон.

## История
К середине XIX века по обе стороны реки Баруон стали пасти скот, а брод Мангиндай, находящийся выше нынешнего моста по течению, стал его основной переправой. Ключи с чистой водой и затенённые водоёмы на берегах реки оказались отличным местом для лагеря погонщиков в районе, который аборигенный народ камиларои с древних времён использовал как место для важных собраний. О регулярном использовании пути говорит тот факт, что два торговых маршрута (сорок цепей) были проложены к Мангиндаю — один от Сент-Джорджа, а другой от Уйенба через Дарил.
Передвижение погонщиков и приход поселенцев привлекли других людей, предоставивших первым товары и услуги. Первыми из известных услуг были отели и гостиницы. Одна из таких гостиниц была построена Александром Грантом Уокером в 1863 году и располагалась на южном берегу реки. Александр определённо был движим новаторским духом. В возрасте 21 года он прибыл в Новый Южный Уэльс из Шотландии, женился в Меррерунди и переехал с женой в Мори, где они были в числе первых, купивших землю в городской зоне. В Мори они построили гостиницу на Фром-стрит, но уже в течение последующих двенадцати месяцев перевели лицензию на Мангиндай-Инн, также известную тогда как Уокерс-Хотел, а в более поздние годы как Грин-Хат. Уокер построил себе дом, а также конюшни для покровителей отеля. Это здания вдоль берега Баруона, между нынешними зданиями North-Western Motors и Quinn’s Motors, неподалёку от перекрёстка, который был в те времена восточной границей Гарден-Айленда. Позже Уокер купил участок земли площадью в 40 акров (16 га), расположенный вдоль реки.
В 1859 году Квинсленд стал отдельной колонией и к 1862 году между Серэтом и Яравой была организована почтовая доставка на вьючных лошадях под управлением правительства Квинсленда. Спустя несколько лет появилась частная почтовая служба действующая между Яравой и Мори. Впоследствии маршрут службы был продлён до Мангиндая. К 1865 году возросший объём почти побудил Министра почты Квинсленда послать в Мангиндай инспектора, который затем рекомендовал Александра Уокера на должность Начальника почтового отделения.
Примерно через год Уокер начал испытывать разочарование, присущее чиновникам пограничного города. Как Начальник почтового отделения Мангиндая в Квинсленде он не был уполномочен иметь дело с письмами, имеющими штамп Нового Южного Уэльса, вследствие чего он предложил себя на пост Начальника почтового отделения Мангиндая в Новом Южном Уэльсе, на который в итоге и был назначен в 1867 году. В справочнике почтового отделения Мангиндая в Квинсленде за следующий год было перечислено 43 подписчика. Лишь у немногих из них были семьи, что объясняло потребность в магазине, управляемом тогда Уокером.
В 1876 году в здании почтового отделения города был открыт филиал Государственного Сберегательного Банка Нового Южного Уэльса. Когда в том же году началась работа по строительству первого моста через реку Баруон, Уокер осознал все преимущества нахождения его магазина возле новой переправы. Его новый магазин, построенный в том же году, находился неподалёку от места нынешнего старого отделения полиции, а в то время, возле таможни, которая работала до тех пор, пока в 1900 году федерация не прекратила торговлю между колониями/штатами.
Александр Уокер, которого смело можно было бы назвать основателем Мангиндая, внезапно скончался в 1878 году. Его жена и дети продолжали управлять почтовым отделением, магазином и гостиницей. Видимо тогда госпожа Уокер получила прозвище королева Мангиндая. Первый констебль из Нового Южного Уэльса появился в 1882 году.
В 80-х годах XIX века массовое передвижение в районе привело к созданию регулярной службы дилижанса и коммуникаций, позднее улучшенных с открытием телеграфной службы в 1881 году. Множество молодых людей нашли работу в городе, за ними последовали их семьи. Территория квинслендской части города была изучена и поделена на участки для продажи. На территории зарезервированной под кладбище (позади нынешней больницы), насколько известно, похоронили лишь двух человек.
Исследование земли на стороне Нового Южного Уэльса было проведено 24 января 1888 года, а затем первые земельные участки городской части Мангиндая продавались на аукционных торгах, на которых их заключительная цена колебалась в пределах от £11 до £46. Самыми первыми участками, проданными на торгах, были участки между улицами Норт-стрит, Кунопия-стрит, Уирра-стрит и Яруа-стрит. В 1890 году, согласно изменениям в парламентских законах, Мангиндаю присвоили статус деревни.
После этого провозглашения Мангиндай продолжал стремительно развиваться. Несмотря на то что 1890 год принёс разрушительное наводнение ввергшее многие семьи, ответственные за широкое распространение опунции, в лишения, множество новых поселенцев купили очередную партию земельных участков и всё больше торговцев и бизнесменов стало селиться в городе.
В 1891 году жители квинслендской части Мангиндая подали прошение о полицейском. К 1894 году, спустя всего лишь год после открытия школы Нового Южного Уэльса и присвоения ей статуса полноправной государственной школы со средней минимальной посещаемостью 30 человек, была открыта Предварительная школа Квинсленда, в которой обучалось 22 ученика. В течение последующих трёх лет количество детей школьного возраста увеличилось вдвое.
На рубеже веков в городе была собственная газета, больница, доктор, поверенный, две школы, два почтовых отделения, пивоварня, по крайней мере четыре гостиницы, два отделения полиции, с тремя служащими в каждом, два гоночных клуба, общество P.&A., два мясника, два парикмахера, две портнихи и модистки, сапожник, шорник, пекарь, раскройщик, лесопильный завод, ростовщик, преподаватель фортепьяно, скрипки и масляной живописи, примерно четыре плотника-контрактника, маляр и декоратор, каменщик и жестянщик. Также жители Мангиндая, насчитывавшие на тот момент около 250 человек, участвовали в общедоступных развлечениях. Балы и танцы, ярмарки и выставки, концерты и гастролирующие цирки-шапито, и раз в две недели собрания литературного и дискуссионного клубов. В Раю спортсмена увлечённо занимались рыбной ловлей, велосипедным спортом, скачками, крикетом, бильярдом и теннисом.

## Железная дорога
Мангиндай является самой северной точкой железнодорожной линии Мангиндай (или Северо-Западной) и находится в 798 километрах от Сиднея. Линия открылась 7 декабря 1914 года и закрылась между Уимелой и Мангиндаем 5 января 1974 года, после прекращения обслуживания вследствие наводнения. Бывшая железнодорожная станция теперь является частным жилищем.